# HD 220105
Désignations
HD 220105 est une étoile de la constellation d'Andromède. Elle se situe près de la limite inférieure de visibilité à l'œil nu à une magnitude apparente de 6,24, et peut-être difficile à repérer dans des conditions normales d'observation. L'étoile est située à 238 années-lumière, sur la base d'un décallage annuel de parallaxe de 13,78 mas. Elle se rapproche du Système solaire avec une vitesse radiale héliocentrique de -2 km/s.

## Caractéristiques
Il s'agit d'une étoile blanche de la séquence principale avec un type spectral de type A5 Vn, où la notation « n » indique des raies d'absorption de « nébuleuses » dues à une rotation rapide. Elle est âgée d'environ 525 millions d'années avec une vitesse de rotation projetée élevée de 259 km/s. L'étoile a 1,85 fois la masse du Soleil et rayonne 19 fois la luminosité du Soleil  à partir de sa photosphère à une température effective de 8 367 K.

## Compagnon
HD 220105 a un compagnon de magnitude 10,13 situé à une séparation angulaire de 13,60" le long d'un angle de position de 178°, et en 2015, il est répertorié comme binaire par Zorc et Royer (2012). Ces coordonnées sont une source d'émission de rayons X avec une luminosité de 1,212 × 1022 W, qui provient très probablement du compagnon faible.